# Їржі Кучера
Їржі Кучера (чеськ. Jiří Kučera, нар. 28 березня 1966, Пльзень) — чеський хокеїст, що грав на позиції центрального нападника. Грав за збірну команду Чехословаччини та Чехії.

## Ігрова кар'єра
Професійну хокейну кар'єру розпочав 1983 року.
1987 року був обраний на драфті НХЛ під 152-м загальним номером командою «Піттсбург Пінгвінс», проте залишився у Європі.
Протягом професійної клубної ігрової кар'єри, що тривала 19 років, захищав кольори команд «Пльзень», «Дукла» (Їглава), «Таппара», «Лулео» та «ЕХК Клотен».
Виступав за збірну Чехословаччини та збірну Чехії.